# Refkelshöfði
Refkelshöfði är en kulle i republiken Island. Den ligger i regionen Norðurland vestra, 150 km nordost om huvudstaden Reykjavík. Toppen på Refkelshöfði är 500 meter över havet.
Trakten runt Refkelshöfði är nära nog obefolkad, med mindre än två invånare per kvadratkilometer. Det finns inga samhällen i närheten. Trakten runt Refkelshöfði består i huvudsak av gräsmarker.